# Натта, Алессандро
Алесса́ндро На́тта (итал. Alessandro Natta; 7 января 1918, Онелья, Лигурия — 23 мая 2001, Империя, Лигурия) — итальянский политический деятель, генеральный секретарь Итальянской коммунистической партии в 1984—1988 годах.

## Биография
Был шестым ребенком в буржуазной купеческой семье с католическими и социалистическими традициями (один из его двоюродных братьев и сестер был Марио Кастеллано, архиепископ Сиены). Его отец, Антонио, был владельцем небольшой мясной лавки, где также работала его мать, Наннуччия и симпатизировал Итальянской социалистической партии, был сторонником эгалитаризма и социальной справедливости.
После окончания школы поступил на литературный факультет Высшей нормальной школы в Пизе, где учился вместе с Карло Чампи, будущим президентом Италии и которую окончил в 1940 году с высшими баллами.
В конце 1930-х, будучи студентом, начал антифашистскую деятельность, находясь под влиянием идей «либерального социализма» Г. Калоджеро и А. Капитини. В 1940 организовал студенческую антифашистскую группу. Был членом Университетских фашистских групп (GUF) Пизы и до 1943 опубликовал несколько статей в журнале этого движения.
В июле 1941 был призван в армию. Пройдя сержантскую школу в Милане, в конце зимы 1941 был направлен в Бра, в августе 1942 – в Аквилу; в ноябре в звании лейтенанта артиллерии был переведён в Грецию. В хаосе после перемирия между Италией и Союзниками участвовал в обороне аэропорта Гаддура (остров Родос) от немецких нападений. Был ранен, взят в плен, отказался сотрудничать с немцами и фашистской Социальной республикой, был интернирован в лагерь для военнопленных на острове.
В марте 1944 был депортирован в Мюльберг-на-Эльбе (Германия), затем переведён в Кюстрин, Зандбостель и, наконец, в Витцендорф, где оставался до освобождения; организовал подпольное движение Сопротивления среди интернированных итальянских офицеров.
Вернулся в Италию только в августе 1945, стал работать преподавателем, вступил в Итальянскую коммунистическую партию (ИКП) в городе Империя. Был членом совета коммуны, где руководил секцией печати и пропаганды. С 1946 посвятил себя партийной работе; избран заместителем секретаря парторганизации провинции Империя. В том же году был избран коммунальным советником провинции. С 1948 по 1991 – депутат Палата депутатов; с 25 мая 1972 по 4 июля 1979 – лидер партийной фракции в парламенте.
После обучения в партийной школе во Фратточчи в 1949 стал секретарём федерации КПИ провинции Империя (занимал этот пост до 1954). Решением IV национальной партийной конференции (январь 1955) назначен директором института имени Грамши при ЦК ИКП. После VIII съезда ИКП (8-14 декабря 1956) был избран членом ЦК и назначен заведующим отделом партийных школ, а после IX съезда (30 января – 4 февраля 1960) – заведующим отделом печати и пропаганды. С марта по декабрь 1962 руководил отделом культуры ЦК. 21 декабря 1962 был назначен заместителем директора журнала «Марксистская критика». После X съезда ИКП (2-8 декабря 1962) вошёл в состав секретариата партии, возглавляемого Э. Берлингуэром, вначале в должности заместителя секретаря, а с декабря 1963 – членом Руководства (до 1991) секретаря (до 1970, затем в 1979–1983).
Вместе с Луиджи Лонго в 1964 в Ялте встречался с Н. С. Хрущёвым, А. Н. Косыгиным и Н. В. Подгорным.
Был докладчиком от избирательной комиссии XI съезда ИКП (25-31 января 1966); с января 1966 назначен заведующим организационным отделом; после XII съезда (8-15 января 1969) – вновь заведующим отделом печати и пропаганды ЦК. В 1970–1972 – главный редактор политического и культурного журнала  «Rinascita», теоретического органа ИКП.
В дни кризиса, связанного с похищением Альдо Моро был одним из самых ярых сторонников твёрдой линии, которая подразумевала отсутствие любых переговоров с «Красными бригадами» на том основании, что государство не может и не должно идти на соглашение с террористами.
На XV съезде  ИКП (30 марта – 3 апреля 1979) избран секретарём-координатором.
26 июня 1984, после смерти Э. Берлингуэра, был избран Генеральным секретарём ИКП, повторно избран на этот пост XVII съездом (9-13 апреля 1986). Продолжал еврокоммунистический курс своего предшественника, будучи убеждённым сторонником «итальянского пути к социализму», но попытался нормализовать отношения с КПСС, посетив СССР.
30 апреля 1988, во время участия в публичном политическом мероприятии, перенёс инфаркт миокарда, после чего 10 июня 1988 оставил должность Генерального секретаря. На XVIII съезде (18-22 марта 1989) был избран председателем партии. Выступал против планов своего преемника, генерального секретаря ИКП Акилле Оккетто, переименовать партию и трансформировать её в социал-демократическую. На XIX съезде (7-10 марта 1990) вместе с рядом лидеров партии выступил против роспуска ИКП, однако оказался в меньшинстве.  После ликвидации ИКП не перешёл ни в Партию демократических левых сил (левоцентристскую партию-преемницу), ни к Партии коммунистического возрождения (ПКВ), — так как скептически оценивал их перспективы.
В 1984–1989 был также членом Европарламента.
В 1991 формально отказался от участия в активной политике через письмо в газету «La Repubblica», в котором, помимо выражения недоверия ко всему политическому классу страны, отверг рассматривавшийся в те годы проект социалиста Беттино Кракси о создании президентской республики, вскоре сложил мандат депутата парламента.
В 1996 выразил удовлетворение вступлением ДПЛС и ПКВ в правительственную коалицию Романо Проди.
В частной жизни посвятил себя историческим исследованиям, публикуя монографии (в частности, автобиографию „L'altra Resistenza“) и статьи. Был убеждённым атеистом. На его родине, в Империи, в его память был открыт бронзовый горельеф.

## Избранные труды
- Natta A. L'altra Resistenza : i militari italiani internati in Germania. — Torino: Einaudi, 1997. — 141 p. — ISBN 88-06-14314-X.[6]
- Spriano P., Ragionieri E., Natta A., Pajetta G. C., Amendola G., Ingrao P. Problemi di storia del PCI. — Roma: Editori Riuniti; Istituto Gramsci, 1971.[7]
- Una svolta da Chernobyl / Ed.: O. Cecchi; Introduzione: Alessandro Natta. — Editrice l'Unità, 1986. — ISBN 007771824.[8]

Книги А. Натты на русском языке не издавались.

## Награды
- Орден Октябрьской Революции (6.01.1988)[10]